# Дудко, Фёдор Иванович
Фёдор Ива́нович Дудко́ (25 сентября 1903, Сумская область — 14 октября 1981) — командир орудийного расчета истребительно-противотанковой артиллерийской батареи 20-й танковой бригады 11-го танкового корпуса 1-й гвардейской танковой армии 1-го Белорусского фронта, старшина — на момент представления к награждению орденом Славы 1-й степени.

## Биография
Родился 25 сентября 1903 года в селе Гребениковка ныне Тростянецкого района Сумской области в семье крестьянина. Украинец. Окончил 4 класса. Был бригадиром полеводческой бригады в колхозе в Чуйском районе Киргизской ССР.
В Красной Армии с 1941 года. Участник Великой Отечественной войны с ноября 1941 года. Отличился при освобождении Харькова, Новоукраинки, Первомайска, Дубоссар, форсировании Днепра, Южного Буга, во время Корсунь-Шевченковской и Ясско-Кишиневской операций. Сражался в Польше, Германии. Член ВКП/КПСС с 1944 года.
Командир орудийного расчета 672-го артиллерийского полка старший сержант Фёдор Дудко в бою у деревни Шпаково, 30 километров северо-западнее города Кировограда Украины, 27 января 1944 года прямой наводкой подбил танк, участвовал в отражении 4 контратак противника и нанес врагу значительный урон в живой силе. Приказом от 8 февраля 1944 года «за образцовое выполнение заданий командования в боях с немецко-фашистскими захватчиками» старший сержант Дудко Фёдор Иванович награждён орденом Славы 3-й степени.
Командир орудийного расчета истребительно-противотанковой артиллерийской батареи старшина Фёдор Дудко в ночь на 3 февраля 1945 года близ города Скампе прямой наводкой истребил с подчиненными более взвода пехоты. Когда враг прорвался к расположению батареи, из автомата скосил ещё свыше 10 гитлеровцев. Приказом от 15 апреля 1945 года «за образцовое выполнение заданий командования в боях с немецко-фашистскими захватчиками» старшина Дудко Фёдор Иванович награждён орденом Славы 2-й степени.
22-23 апреля 1945 года расчет Фёдора Дудко в уличных боях в районе Лихтенберг метким огнём уничтожил 2 пулемета, вездеход, автомашину, 4 повозки и свыше 20 пехотинцев противника. Из личного оружия Фёдор Дудко сразил 7 гитлеровцев.
Указом Президиума Верховного Совета СССР от 15 мая 1946 года «за образцовое выполнение заданий командования в боях с немецко-фашистскими захватчиками» старшина Дудко Фёдор Иванович награждён орденом Славы 1-й степени, став полным кавалером ордена Славы.
В июле 1945 года Ф. И. Дудко был демобилизован. Работал заведующим свеклопунктом Грязненского сахарного завода Краснопольского района Сумской области. Жил в селе Чернетчина Краснопольского района. С 1965 года Ф. И. Дудко — на пенсии. Избирался депутатом сельского Совета. Умер 14 октября 1981 года. Похоронен в селе Чернетчина.
Награждён орденами Отечественной войны 1-й и 2-й степени, Славы 1-й, 2-й и 3-й степени, медалями. В селе Чернетчина его именем названа улица. В посёлке городского типа Краснополье на Аллее Героев установлена памятная доска Ф. И. Дудко.